# Paul Mennes
Paul Mennes (Mechelen, 29 juli 1967) is een Vlaams schrijver.
In de romans van Paul Mennes komt de tegenstelling tussen lichtvoetige oppervlakkigheid en cultuurkritiek samen: zijn romans zijn satires die zich richten tegen de oppervlakkige consumptiecultuur, maar spreken zich nauwelijks in cultuurkritische termen uit. Het werk van Mennes wordt dan ook vaak geassocieerd met de brat-pack-schrijvers Bret Easton Ellis en Douglas Coupland.
Mennes debuteert in 1994 met Tox, een korte, realistische roman. Het gaat over drie verveelde jongeren die leven in een Vlaams provinciestadje, het boek zou bekroond worden met de Vlaamse Debuutprijs. De roman valt op door de constructie en de nihilistische thematiek. In zijn volgende roman Soap (1995) hanteert Mennes de genrewetten van de soap in een portret van enkele jongeren in de jaren negentig. Geweld, consumentisme en beeldcultuur beheersen het leven van de jonge hoofdfiguren. Het laatste deel van wat later als de trilogie Toast wordt uitgegeven, is Web (1997) dat zowel in constructie als in thematiek aansluit bij de eerdere romans.
In 1999 verschijnt Kaufhaus, een hedendaagse bewerking van Dante's klassieke Divina Commedia, over de beeldschone Beatrice en Dantes afdaling in de onderwereld. Het boek is een onderdeel van het multimediaproject Kaufhaus Inferno, dat Mennes samen met Eric Joris ontwikkelde. Het project bestaat uit een theatervoorstelling, een tentoonstelling, een stripalbum en kunst op het internet.
Kaufhaus toont de wereld der verdoemden als een drukbezocht winkelcentrum, het mekka van de consumptiemaatschappij. In Mennes' versie van de helletocht worden de rivieren van de onderwereld liften en de veermannen liftboys. Vergilius, Dante's gids, zeult een laptop met zich mee en spreekt in tenenkrommende anglicismen.
Met Poes poes poes (2001) wint Mennes de Tzumprijs voor de beste literaire zin. De zin luidt: 'Soms had ze er toch een beetje spijt van dat ze geen feng-shui, tai chi, macrobiotiek of biseksualiteit gekozen had voor haar spirituele groei.' Het jurycommentaar: 'het ironische karakter van de zin waarin verschillende modieuze termen na een opsomming tot een climax komen. De zin geeft een tijdsbeeld weer en is door de satire tegelijkertijd een commentaar op de moderne tijd.' Poes poes poes stond ook op de longlist van de Gouden Uil literatuurprijs 2002 en 2003.